# Luis Enrique Díaz
Luis Enrique Díaz Asprilla (Riofrío, Valle del Cauca, Colombia, 12 de julio de 1987) es un futbolista colombiano. Juega de delantero y su equipo actual es el Unión Magdalena de la Segunda División de Colombia.

## Clubes
| Club         | País     | Año            | PJ (G)   |
| ------------ | -------- | -------------- | -------- |
| Cortuluá     | Colombia | 2006 2008-2010 | 14 (0)   |
| Boyacá Chicó | Colombia | 2007           | 5 (0)    |
| Bogotá FC    | Colombia | 2011-2013      | 121 (38) |